# Logaritme

Grafiek van logaritmische functies, met drie algemeen gebruikte grondtallen. Alle functies snijden de x-as in het punt (1, 0).

De logaritme van een getal is de exponent waartoe een vast getal, het zogenaamde grondtal, moet worden verheven om dat eerste getal als resultaat te verkrijgen. Omdat bijvoorbeeld {\displaystyle 1000=10^{3}}, geldt omgekeerd dat de logaritme van {\displaystyle 1000} voor grondtal {\displaystyle 10} gelijk is aan {\displaystyle 3}, ofwel {\displaystyle \log _{10}(1000)=3}. Meer in het algemeen geldt dat als {\displaystyle x=a^{y}}, het getal y de logaritme van x is voor het grondtal a. Dit wordt geschreven als {\displaystyle \log _{a}x} of, minder gangbaar, als {\displaystyle ^{a}\!\log x}. 
Logaritmen werden rond 1600 door wiskundige John Napier geïntroduceerd als een manier om berekeningen te vereenvoudigen. Ze werden snel overgenomen door wetenschappers, ingenieurs, zeevaarders en landmeters om berekeningen met hoge nauwkeurigheid gemakkelijker uit te voeren. Met behulp van logaritmetabellen konden de uitkomsten van ingewikkelde vermenigvuldigingen snel worden opgezocht. Dit is mogelijk omdat een logaritme een product van twee factoren omzet in een som:
{\displaystyle \log _{b}(xy)=\log _{b}x+\log _{b}y,}
op voorwaarde dat b, x en y allemaal positief zijn. Het moderne gebruik van logaritmen komt van Leonhard Euler, die ze in de 18e eeuw in verband bracht met de exponentiële functie en die daarnaast de e introduceerde als basis voor de natuurlijke logaritme. De logaritme komt voor in vele wetenschappelijke formules, en wordt onder meer gebruikt in de natuurkunde voor het beschrijven van magnituden, in de scheikunde voor het bepalen van de pH, en in de kansrekening en statistiek.

## Geschiedenis

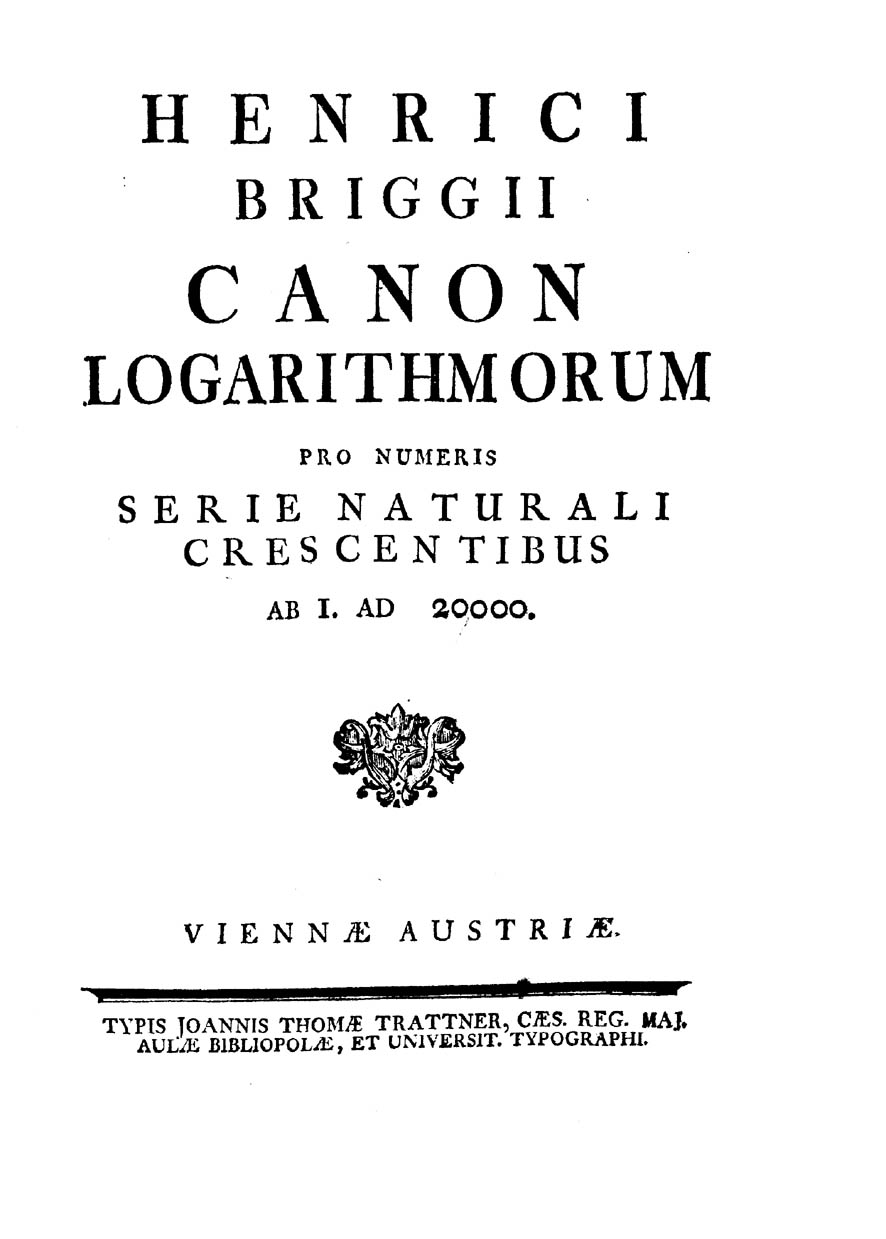
Titelpagina van de logaritmetabellen van Briggs

De Zwitserse klokkenmaker Jost Bürgi, in dienst van de landgraaf van Hessen-Kassel, was de eerste die het begrip logaritme ontwikkelde.
De natuurlijke logaritme werd voor het eerst in 1614 door John Napier genoemd, die beschouwd wordt als de uitvinder van de logaritme. Hij schreef erover in zijn boek Mirifici Logarithmorum Canonis Descriptio. Aanvankelijk gebruikte Napier het getal 1/e als grondtal. Hij noemde logaritmen "artificial numbers", kunstmatige getallen. Later bedacht hij de term "logaritme", om aan te geven dat het zowel om een verhouding als om een getal ging, van het Oudgrieks: λόγος, logos, in de betekenis van verhouding en άριθμός, arithmos, getal.
Het gebruik van logaritmen droeg door de vereenvoudiging van ingewikkelde berekeningen bij aan de vooruitgang van de wetenschap, speciaal aan de sterrenkunde. De logaritmen verdrongen de ingewikkelder prosthaphaeresis, gebaseerd op goniometrische vergelijkingen, als snelle methode om te vermenigvuldigen. Voorafgaand aan de komst van rekenmachines en computers werden logaritmen veel gebruikt voor berekeningen, o.a. in de navigatie en de technische wetenschappen.
De Briggse logaritme is genoemd naar de Engelse wiskundige Henry Briggs. De logaritmetafels met het grondtal {\displaystyle e} waren zeer moeilijk op te stellen. Ze waren daardoor onnauwkeurig. Briggs stelde voor het grondtal 10 toe te passen. Dit rekende gemakkelijker. Na een bezoek aan Napier in 1615 schreef Briggs zijn eerste werk, Logarithmorum Chilias Prima, Inleiding in de logaritmen, dat in 1617 verscheen. Hij schreef in 1624 nog een wiskundige verhandeling onder de titel Arithmetica Logarithmica. Dit werk bevatte de logaritmen van de natuurlijke getallen van 1 tot 20.000 en van 90.000 tot 100.000 berekend tot op 14 decimale cijfers. Hij stelde die tafels op door met pen en papier de eerste 27 opeenvolgende vierkantswortels uit 10 te trekken met 16 cijfers na de komma. De 27 volgende wortels bepaalde hij met een benaderingsformule. In hetzelfde werk vinden we ook tafels voor de sinus tot 15 decimale cijfers en van de tangens en secans tot op 10 decimale cijfers.
De nog aanwezige leemte in de logaritmetafel, 70%, tussen 20.000 en 90.000 was nog niet berekend, werd in Gouda door de landmeter Ezechiel de Decker opgevuld in twee afzonderlijke uitgaven. In 1626 verscheen zijn Eerste deel der nieuwe telkonst en in 1627 samen met Adriaen Vlacq het Tweede deel van de nieuwe telkonst. De volledige tafels werden in 1628 in Vlacqs Arithematica Logarithmica voor het eerst gepubliceerd.
De uiteindelijke complete tabellen van Briggs werden in 1631 in Gouda gedrukt en in 1633 onder de titel van Trigonometria Britannica gepubliceerd. Dit werk was de opvolger van Briggs' in 1617 gepubliceerde Logarithmorum Chilias Prima. Dit was het eerste rekensysteem dat goed werkte.

## Definitie
De logaritme voor het grondtal {\displaystyle a} van een getal {\displaystyle x} is de macht waartoe men het grondtal {\displaystyle a} moet verheffen om {\displaystyle x} als uitkomst te krijgen, dus:
{\displaystyle q=\log _{a}(x)\Longleftrightarrow a^{q}=x}
Zowel het grondtal {\displaystyle a} als het argument {\displaystyle x} moeten groter zijn dan 0; bovendien mag het grondtal {\displaystyle a} niet gelijk zijn aan 1.

### Bestaan
Als {\displaystyle a>1} dan heeft de exponentiële functie
{\displaystyle \exp _{a}\colon \mathbb {R} \to \mathbb {R} ;q\mapsto a^{q}}
een horizontale asymptoot bij {\displaystyle y=0} en bereikt ze willekeurig grote waarden aan de rechterkant van haar domein:
{\displaystyle \lim _{x\to +\infty }\exp _{a}(x)=+\infty }
Bovendien is {\displaystyle \exp _{a}} continu, zodat ze alle positieve reële waarden bereikt. Daaruit volgt dat iedere {\displaystyle x>0} een logaritme {\displaystyle \log _{a}(x)} heeft volgens bovenstaande definitie. Dat er precies één zulke waarde {\displaystyle q} bestaat, volgt uit het feit dat de functie {\displaystyle \exp _{a}} strikt stijgend is.
Voor {\displaystyle 0<a<1} geldt een gelijkaardige redenering, behalve dat de willekeurig grote waarden aan de linkerkant worden bereikt:
{\displaystyle \lim _{x\to -\infty }\exp _{a}(x)=+\infty }
en dat de functie {\displaystyle \exp _{a}} strikt dalend is in plaats van stijgend.
De logaritme van 0 met welk grondtal dan ook is niet gedefinieerd, omdat er geen macht bestaat met welk grondtal dan ook die resulteert in nul. Daarom heeft elke grafiek van de logaritme geen beeld in nul. Er is steeds een verticale asymptoot bij {\displaystyle x=0}.

## Grondtal
Voor de logaritmefunctie en de inverse ervan – de exponentiële functie – is een vast grondtal vereist. Elk getal groter dan 1 is hiervoor geschikt, en bij uitbreiding ook elk getal tussen 0 en 1. Maar vooral de volgende drie grondtallen worden veel gebruikt:
- Logaritmen met het grondtal {\displaystyle e=2{,}718281828\ldots }. Men spreekt van natuurlijke logaritme, of neperiaanse of neperse logaritme, naar de bedenker ervan, John Napier. De natuurlijke logaritme wordt genoteerd als {\displaystyle \ln }, maar historisch werd ook {\displaystyle \log } gebruikt in vakgebieden waarbij het vanzelfsprekend was dat de natuurlijke logaritme werd bedoeld. Bijvoorbeeld:

{\displaystyle \ln(e^{3})=\log _{e}(e^{3})=3}
- Logaritmen met het grondtal 10. Men spreekt van de briggse logaritme en noteert deze als {\displaystyle \lg } of {\displaystyle \log _{10}}; bijvoorbeeld:

{\displaystyle \lg(100)=\log _{10}(100)=2}
- Logaritmen met het grondtal 2. Dit type logaritmen komt voor in onder andere de informatica en vooral de informatietheorie. Deze logaritme wordt genoteerd als {\displaystyle \log _{2}} of {\displaystyle \operatorname {lb} }; bijvoorbeeld:

{\displaystyle \operatorname {lb} (8)=\log _{2}(8)=3}

### Omzetting tussen verschillende grondtallen
Logaritmen laten zich gemakkelijk omzetten naar een ander grondtal; zij verhouden zich als een constante factor. Uit
{\displaystyle {\frac {\log _{a}(x)}{\log _{b}(x)}}={\frac {\frac {1}{\log _{x}(a)}}{\frac {1}{\log _{x}(b)}}}={\frac {\log _{x}(b)}{\log _{x}(a)}}=\log _{a}(b)},
volgt namelijk dat
{\displaystyle \log _{a}(x)=\log _{a}(b)\log _{b}(x)}
Overigens ziet deze betrekking er fraaier uit in de andere notatie voor logaritmen (het treintje):
{\displaystyle {}^{a}\!\log x={}^{a}\!\log b\cdot {}^{b}\!\log x}

#### Voorbeelden
- Praktisch voorbeeld met een rekenmachine die toelaat {\displaystyle \ln(x)} of {\displaystyle \lg(x)} te berekenen, maar niet rechtstreeks {\displaystyle \log _{7}(x)}:

{\displaystyle \ln(3)=\log _{e}(3)=\log _{e}(7)\cdot \log _{7}(3)={}\ln(7)\cdot \log _{7}(3)}, dus
{\displaystyle \log _{7}(3)={\frac {\ln(3)}{\ln(7)}}={\frac {1{,}099\ldots }{1{,}946\ldots }}=0{,}565\ldots } of ook {\displaystyle \log _{7}(3)={\frac {\lg(3)}{\lg(7)}}={\frac {0{,}477\ldots }{0{,}845\ldots }}=0,565\ldots }.
- Omrekening van {\displaystyle \operatorname {lb} } naar {\displaystyle \lg }

{\displaystyle \lg(x)=\log _{10}(x)=\log _{10}(2)\cdot \log _{2}(x)=\lg(2)\cdot \operatorname {lb} (x)=0{,}301\cdot \operatorname {lb} (x)}.

## Notatie
De logaritme is een wiskundige functie die wordt genoteerd als {\displaystyle \log } met het grondtal {\displaystyle a} als benedenindex: {\displaystyle \log _{a}(x)}, of als vooraangeplaatst superscript: {\displaystyle ^{a}\!\log(x)}. Vaak wordt in een tekst met logaritmen steeds hetzelfde grondtal gebruikt. Men schrijft dan in de formules gewoon telkens {\displaystyle \log }. Het grondtal wordt dan eventueel eenmalig vermeld.
De ISO-standaard voor wiskundige tekens en symbolen in de natuurwetenschappen en technologie is ISO 80000-2. Voor logaritmen vermeldt de standaard de volgende notaties:
| Grondtal          | Symbool                             |
| ----------------- | ----------------------------------- |
| {\displaystyle a} | {\displaystyle \log _{a}}           |
| {\displaystyle e} | {\displaystyle \ln }                |
| 10                | {\displaystyle \lg }                |
| 2                 | {\displaystyle \operatorname {lb} } |
De standaard specificeert ook dat de notatie {\displaystyle \log } (dus met weglating van het grondtal {\displaystyle a}) niet mag gebruikt worden voor de grondtallen {\displaystyle e}, 10 of 2.

## Eigenschappen

### Rekenen met logaritmen
Bij het werken met logaritmen kan gebruik worden gemaakt van de onderstaande regels:
- {\displaystyle b^{\log _{b}(a)}=a}, per definitie
- {\displaystyle \log _{a}(x^{g})=g\log _{a}(x)}
- {\displaystyle {\frac {\log _{n}b}{\log _{n}a}}=\log _{a}{b}}, als {\displaystyle n,a,b>0} en {\displaystyle n,a\neq 1}
- {\displaystyle \log _{a}{bc}=\log _{a}(b)+\log _{a}(c)}

volgt uit: {\displaystyle a^{\log _{a}(bc)}=bc=a^{\log _{a}(b)}a^{\log _{a}(c)}=a^{\log _{a}(b)+\log _{a}(c)}}
- {\displaystyle \log _{a}\left({\frac {b}{c}}\right)=\log _{a}(b)-\log _{a}(c)}

volgt uit: {\displaystyle \log _{a}(bc^{-1})=\log _{a}(b)+\log _{a}(c^{-1})=\log _{a}(b)-\log _{a}(c)}
- {\displaystyle \log _{a}(1)=0}
- {\displaystyle \log _{a}(a)=1} voor {\displaystyle a>0}
- {\displaystyle \log _{a}\left({\frac {1}{x}}\right)=-\log _{a}(x)}, soms ook geschreven als {\displaystyle \mathrm {co} \log(x)}
- {\displaystyle \log _{a}(b)={\frac {1}{\log _{b}(a)}}}
- {\displaystyle \log _{a}(b)={\frac {\log _{c}(b)}{\log _{c}(a)}}}
- {\displaystyle \log _{\left(a^{n}\right)}(b^{n})=\log _{a}(b)} voor {\displaystyle b>0} en {\displaystyle n\neq 0}

volgt uit: {\displaystyle \log _{a}(b)={\frac {\log _{c}(b)}{\log _{c}(a)}}={\frac {n\log _{c}(b)}{n\log _{c}(a)}}={\frac {\log _{c}(b^{n})}{\log _{c}(a^{n})}}=\log _{\left(a^{n}\right)}(b^{n})}

### Inverse

#### Inverse bewerking
De logaritme kan worden gezien als een bewerking die met twee getallen {\displaystyle a} en {\displaystyle x} een nieuw getal {\displaystyle \log _{a}x} associeert, ongeveer zoals de optelling met twee getallen hun som associeert.
De omgekeerde bewerking van de optelling is de aftrekking, want de uitspraak {\displaystyle a+b=c} is gelijkwaardig met {\displaystyle a=c-b} en ook met {\displaystyle b=c-a.} De omgekeerde bewerking van de vermenigvuldiging is de deling, omdat {\displaystyle a.b=c} gelijkwaardig is met {\displaystyle a=c/b} en met {\displaystyle b=c/a}.
Voor de machtsverheffing zijn er evenwel twee verschillende omgekeerde bewerkingen, omdat bij de machtsverheffing het resultaat afhangt van de volgorde der operanda: {\displaystyle x^{y}} is meestal niet hetzelfde als {\displaystyle y^{x}}. Naargelang of we de vergelijking {\displaystyle a^{b}=c} willen oplossen naar {\displaystyle a} of naar {\displaystyle b}, is de omgekeerde bewerking de worteltrekking respectievelijk de logaritme: {\displaystyle a={\sqrt[{b}]{c}}} en {\displaystyle b=\log _{a}c}.

#### Inverse functie
De logaritme met een vast grondtal {\displaystyle a} kan worden gezien als een functie die met één getal {\displaystyle x} een nieuw getal {\displaystyle \log _{a}x} associeert. De logaritmische functie is de inverse functie van de exponentiële functie. In opeenvolging maken zij elkaar dus ongedaan.
Gevolg: machtsverheffen en dan logaritme nemen, beide met hetzelfde grondtal, heeft geen effect.
{\displaystyle \log _{a}(a^{q})=q}
En logaritme nemen en dan machtsverheffen evenmin.
{\displaystyle a^{\log _{a}(x)}=x}
De logaritme voor het grondtal {\displaystyle a} is dus de inverse van de exponentiële functie met {\displaystyle a} als grondtal. Wanneer men de grafiek van de logaritme voor het grondtal {\displaystyle a} spiegelt ten opzichte van de lijn {\displaystyle y=x}, krijgt men zoals altijd de grafiek van de inverse functie, hier dus {\displaystyle x\to a^{x}}.

### Groepsisomorfisme en commutatief diagram
Logaritmen vormen de brug van de wereld van vermenigvuldigen, van strikt positieve reële getallen, naar de wereld van optellen, van alle reële getallen. De omgekeerde weg is zoals gezegd de exponentiële functie. Deze weg heen en terug heet een groepsisomorfisme omdat de mooie groepseigenschappen van de ene wereld erdoor automatisch worden overgedragen op de andere. Optellen en vermenigvuldigen blijken zich in zekere zin identiek te gedragen. 
Commutativiteit betekent dat wanneer men eerst het ene doet en dan het andere, men hetzelfde uitkomt als omgekeerd. Er is een interessant commutatief diagram te tekenen. Als men een vierkant pad tekent en linksboven begint, dan leidt eerst naar rechts gaan en dan naar beneden tot rechtsonder. Maar eerst naar beneden gaan en dan naar rechts ook. Naar beneden gaan commuteert dus met horizontaal van kant wisselen. Laat nu links de wereld van vermenigvuldigen zijn, rechts die van optellen. Dan is naar rechts gaan logaritme nemen, en naar links gaan de exponentiële nemen. Naar beneden gaan is de bewerking doen (vermenigvuldigen of optellen). Door in dit vierkant van boven naar beneden te wandelen, komt men een aantal van de belangrijkste formules verderop uit. Bijvoorbeeld dat de logaritme van een product gelijk is aan de som van de logaritmen.

### Rationaliteit
Zijn {\displaystyle a} en {\displaystyle b} natuurlijke getallen, dan is {\displaystyle \log _{a}(b)} over het algemeen een irrationaal getal. Alleen als er gehele getallen {\displaystyle n} en {\displaystyle m} zijn zodat {\displaystyle a^{m}=b^{n}} is de logaritme rationaal, want gelijk aan {\displaystyle m/n}.

#### Verklaring
Uit {\displaystyle a^{m}=b^{n}} volgt {\displaystyle ({a^{m}})^{1/n}=({b^{n}})^{1/n}}, dus {\displaystyle b=a^{m/n}}.
Links en rechts logaritme nemen levert 
{\displaystyle \log _{a}(b)=\log _{a}(a^{m/n})={\frac {m}{n}}\in \mathbb {Q} }
Bijvoorbeeld, voor {\displaystyle a=27} en {\displaystyle b=9} geldt {\displaystyle a^{2}=b^{3}=3^{6}}, dus:
{\displaystyle \log _{27}(9)={\tfrac {2}{3}}}

## Toepassingen

### Herleiden van bewerkingen
Met behulp van logaritmen kunnen de volgende bewerkingen worden herleid tot optellingen en aftrekkingen.
Vermenigvuldigen

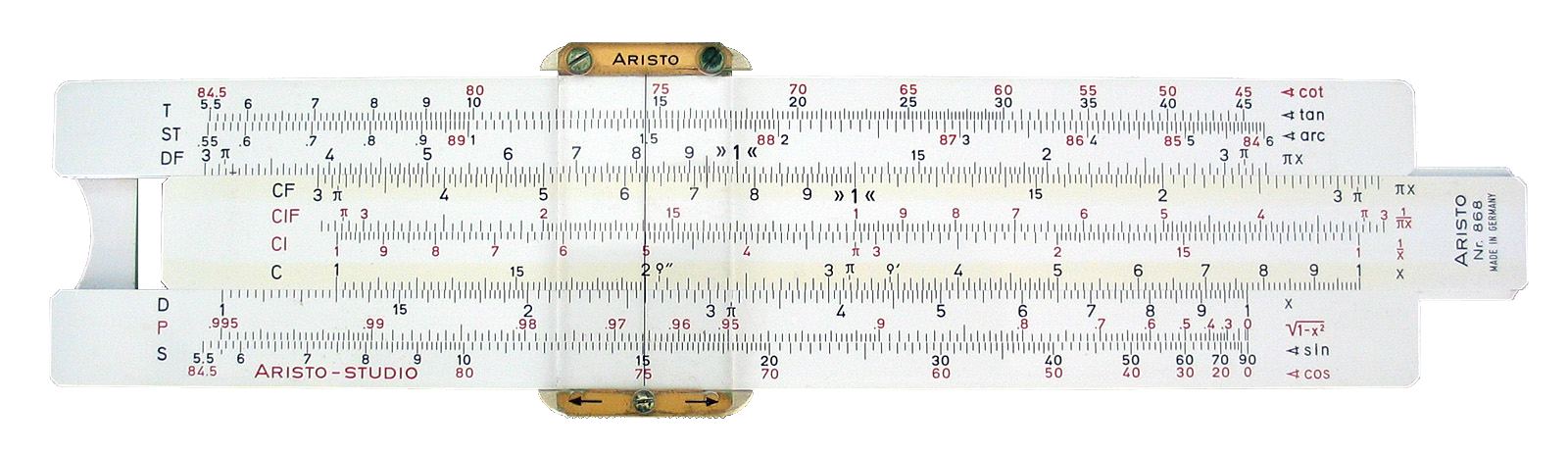
Vermenigvuldigen met een rekenliniaal

Al eeuwen geleden was de logaritme belangrijk voor mensen die veel moesten rekenen. Een eigenschap van logaritmen is namelijk dat een vermenigvuldiging omgezet kan worden naar een optelling:
{\displaystyle \log(a)+\log(b)=\log(ab)}
Om het product van {\displaystyle a} en {\displaystyle b} te berekenen, worden de logaritmen van {\displaystyle a} en van {\displaystyle b} bij elkaar opgeteld. Daarna wordt het getal gezocht waarvan dit resultaat de logaritme is. De logaritmen worden niet berekend, maar over en weer opgezocht in tabellen. Deze logaritmetafels, tabellen van getallen met hun logaritme, zijn al eeuwen geleden uitgerekend en gepubliceerd. Ze werden gebruikt door zeelieden bij de plaatsbepaling op zee, dus voor navigatie, door ingenieurs enzovoort.
Delen
Door logaritmen van elkaar af te trekken kunnen ook delingen uitgevoerd worden.
{\displaystyle \log(a)-\log(b)=\log \left({\frac {a}{b}}\right)}
Machtsverheffen
Neemt men tweemaal achter elkaar de logaritme, dan kan men door op te tellen een getal verheffen tot een willekeurige macht.
{\displaystyle \log(\log(a))+\log(b)=\log \left(\log \left(a^{b}\right)\right)}
Worteltrekken
Neemt men tweemaal achter elkaar de logaritme, dan kan men door af te trekken een willekeurige wortel trekken.
{\displaystyle \log(\log(a))-\log(b)=\log \left(\log \left(a^{1/b}\right)\right)=\log \left(\log({\sqrt[{b}]{a}})\right)}
Ook de rekenliniaal is op het principe van logaritmen gebaseerd: de schalen zijn zo ingedeeld dat de logaritmen van de weergegeven getallen lineair verlopen: het lijnstuk tussen 1 en 2 is even lang als het lijnstuk tussen 2 en 4. Door het optellen van twee lijnstukken ter lengte van de logaritme van de getallen leest men bij de uitkomst het resultaat van de vermenigvuldiging ervan af. Door de opkomst van de rekenmachine zijn zowel logaritmetafels als rekenlinialen in onbruik geraakt.
De logaritme is een rekenkundige bewerking van de derde orde.

### Logaritmische schalen
De logaritme komt goed van pas wanneer iets zo'n enorm bereik heeft, dat het verschil tussen de allerlaagste en allerhoogste waarde ons ook niet zo veel meer zegt. De wet van Weber zegt dat de menselijke zintuigen een logaritmische indruk opdoen van de intensiteit van de prikkel.
Bekende logaritmische schalen zijn:
- geluidssterkte: de decibel
- toonhoogte: de cent, maar ook in zekere zin de toonladder zelf (chromatische toonladder in gelijkzwevende stemming)
- zuurgraad: de pH
- zelfinformatie: de bit
- kracht van aardbevingen: de schaal van Richter
- helderheid van een ster: magnitude
- de neper voor toe- en afnames van toestandsgrootheden

### Grootte-ordes en logaritmen
De logaritme van een getal {\displaystyle x} geeft de grootte-orde van {\displaystyle x} aan. Als we 10 als grondtal nemen is dat goed te zien:
logaritme van 1 is 0, want 100= 1
logaritme van 10 is 1, want 101= 10
logaritme van 100 is 2
logaritme van 1000 is 3
De orde van grootte van 3269 is {\displaystyle \lfloor \lg 3269\rfloor =3}; de wetenschappelijke notatie is dan 3269 = 3,269·103.
Het werkt ook voor negatieve machten. De orde van grootte van 0,03269 is {\displaystyle \lfloor \lg 0{,}03269\rfloor =-2}; de wetenschappelijke notatie is: 0,03269=3,269·10−2.
In een {\displaystyle n}-tallig talstelsel is het mogelijk om op onderstaande wijze het aantal cijfers {\displaystyle a} voor de komma van een willekeurig getal {\displaystyle x} te bepalen.
{\displaystyle a=\lfloor \log _{n}(x)+1\rfloor }
Het aantal cijfers van een getal in het tientallige stelsel wordt dus bepaald door {\displaystyle \lfloor \lg(x)+1\rfloor }.

### Berekeningen met grote getallen
Logaritmen zijn een hulp bij berekeningen met grote getallen, geschreven als een macht, die met een grafische rekenmachine onmogelijk zijn uit te rekenen (zonder herschrijven).

#### Voorbeeld
De berekening
{\displaystyle X={\sqrt[{18}]{\frac {3000^{140}\cdot (9\pi )^{3002}}{2008^{2008}}}}}
is onmogelijk met een rekenmachine te doen. Met logaritmen gaat dit wel:
{\displaystyle \lg(X)=\lg \left({\sqrt[{18}]{\frac {3000^{140}\cdot (9\pi )^{3002}}{2008^{2008}}}}\right)}
{\displaystyle ={\tfrac {1}{18}}\lg \left({\frac {3000^{140}\cdot (9\pi )^{3002}}{2008^{2008}}}\right)}
{\displaystyle ={\tfrac {1}{18}}\left[\lg \left(3000^{140}\cdot (9\pi )^{3002}\right)-\lg \left(2008^{2008}\right)\right]}
{\displaystyle ={\tfrac {1}{18}}\left[\lg \left(3000^{140}\right)+\lg \left((9\pi )^{3002}\right)-\lg \left(2008^{2008}\right)\right]}
{\displaystyle ={\tfrac {1}{18}}[140\cdot \lg(3000)+3002\cdot \lg(9\pi )-2008\cdot \lg(2008)]}
{\displaystyle \approx -99{,}33736779}
Nu is de logaritme van het gezochte antwoord berekend. Voor het antwoord moet deze macht van 10 berekend worden:
{\displaystyle X\approx 10^{-99{,}33736779}}
{\displaystyle =10^{-0{,}33736779}\times 10^{-99}}
{\displaystyle \approx 0{,}4598669977\times 10^{-99}}

## Analytische definitie en eigenschappen
Logaritmische functies zijn de inversen van exponentiële functies en zijn daarom op hun hele domein {\displaystyle (0,+\infty )} continu en onbeperkt afleidbaar.

### Analytische definitie
De natuurlijke logaritme van een positief reëel getal {\displaystyle x} kan ook worden gedefinieerd als een bepaalde integraal, namelijk de oppervlakte van een figuur begrensd door de grafiek van de functie {\displaystyle f(t)=1/t}:
{\displaystyle \ln x=\int _{t=1}^{x}{\frac {1}{t}}\,\mathrm {d} t}
Men verifieert dat deze functie voldoet aan de rekenregel {\displaystyle \ln(xy)=\ln(x)+\ln(y)} en daaruit volgt dat ze de logaritme is in een bepaalde basis. Die basis, {\displaystyle e} genaamd, wordt uniek bepaald door de voorwaarde dat haar natuurlijke logaritme 1 moet zijn:
{\displaystyle \int _{t=1}^{e}{\frac {1}{t}}\,\mathrm {d} t}

### Limieten
Voor logaritmen gelden de onderstaande limieten.
Voor {\displaystyle a>1} geldt:
{\displaystyle {\begin{array}{clr}\lim _{x\to +\infty }&\log _{a}(x)=+\infty \\\lim _{x\downarrow 0}&\log _{a}(x)=-\infty \\\end{array}}}
Voor {\displaystyle 0<a<1} geldt:
{\displaystyle {\begin{array}{clr}\lim _{x\to +\infty }&\log _{a}(x)=-\infty \\\lim _{x\downarrow 0}&\log _{a}(x)=+\infty \\\end{array}}}

### Grafiek
In de onderstaande figuur zijn de waarden van de Briggse logaritme met grondtal 10 af te lezen. Omdat de functie naar de limiet {\displaystyle -\infty } gaat als {\displaystyle x} (langs de rechterkant) nul nadert, heeft de grafiek een verticale asymptoot aan de linkerrand van het domein: de rechte {\displaystyle x=0}. Aan de rechterkant is er geen asymptoot: de functie bereikt willekeurig hoge waarden en de afgeleide blijft positief maar wordt willekeurig klein.

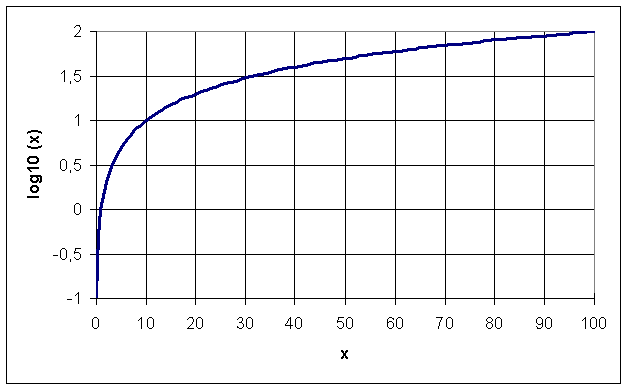
Grafiek van de logaritme met grondtal 10

### Afgeleide
Een bijzondere eigenschap van de natuurlijke logaritme is de eenvoudige vorm van z'n eerste afgeleide, namelijk:
{\displaystyle {\frac {\mathrm {d} }{\mathrm {d} x}}\ln(x)={\frac {1}{x}}}.
Uit de kettingregel volgt namelijk:
{\displaystyle 1=x'=\left(e^{\ln(x)}\right)'=e^{\ln(x)}\ln '(x)=x\ln '(x)},
waaruit het gestelde volgt.
Door gebruik te maken van de natuurlijke logaritme en zijn afgeleide, is het mogelijk om de afgeleiden van andere logaritmen te bepalen.
{\displaystyle {\frac {\mathrm {d} }{\mathrm {d} x}}\log _{a}(x)={\frac {\mathrm {d} }{\mathrm {d} x}}{\frac {\log _{e}(x)}{\log _{e}(a)}}={\frac {1}{\ln(a)}}{\frac {\mathrm {d} }{\mathrm {d} x}}\ln(x)={\frac {1}{x\ln(a)}}}
Aangezien {\displaystyle x} altijd positief is, en {\displaystyle \ln(a)>0} is voor {\displaystyle a>1} en {\displaystyle \ln(a)<0} is voor {\displaystyle 0<a<1}, is {\displaystyle f(x)=\log _{a}(x)} een strikt stijgende functie als {\displaystyle a>1} en een strikt dalende functie als {\displaystyle 0<a<1}.
De partiële afgeleide van {\displaystyle \log _{a}(x)} naar het grondtal {\displaystyle a} is
{\displaystyle {\frac {\partial }{\partial a}}\left({\frac {\ln x}{\ln a}}\right)=-{\frac {\ln x}{a(\ln a)^{2}}}}

### Onbepaalde integraal
Een primitieve functie voor de natuurlijke logaritmische functie wordt gegeven door
{\displaystyle \int \ln(x)\,\mathrm {d} x=x\ln(x)-x+C}
Dit kan rechtstreeks geverifieerd worden door afleiding van het rechterlid, maar het resultaat kan ook worden teruggevonden door partiële integratie.

## Logaritmen in andere getallenverzamelingen

### Logaritmen van complexe getallen

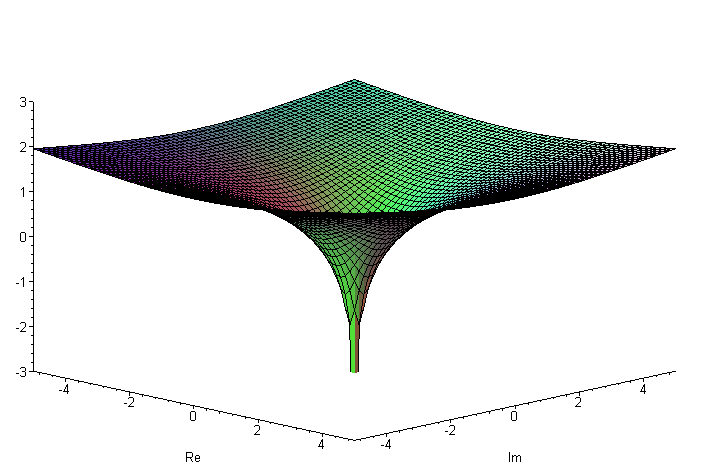
Driedimensionale voorstelling van het reële deel van de natuurlijke logaritme van een complex getal. Op de horizontale assen staan respectievelijk het reële en imaginaire deel van het getal op de verticale as het reële deel van

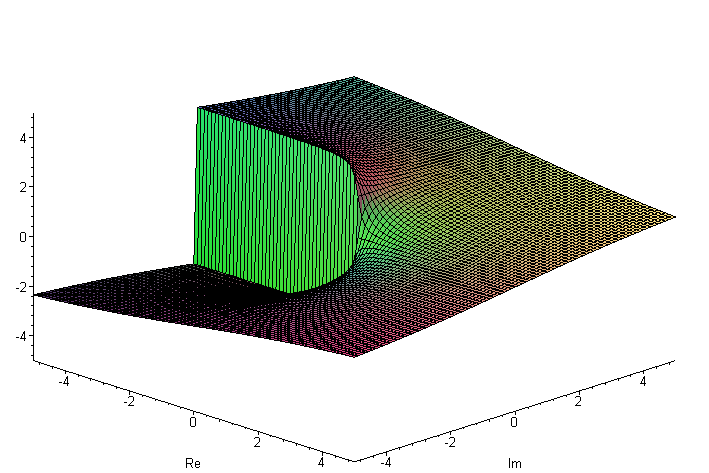
Driedimensionale voorstelling van de hoofdwaarde van het imaginaire deel van de natuurlijke logaritme van een complex getal. Deze functie (de argumentsfunctie van complexe getallen) is discontinu op de negatief reële as.

Hierboven was het argument {\displaystyle x}, het getal waarvan we een logaritme nemen, steeds een positief reëel getal. Het is echter mogelijk de definitie van de logaritme uit te breiden naar de complexe getallen verschillend van 0 en daarmee ook naar de negatieve getallen. De logaritme van de complexe getallen kan niet voor verschillende grondtallen worden genomen, maar de complexe logaritme van een positief getal {\displaystyle x} komt met de natuurlijke logaritme {\displaystyle \ln(x)} van {\displaystyle x} overeen.
Het complexe getal {\displaystyle w} heet een logaritme van {\displaystyle z}, dus {\displaystyle w=\ln \,z}, als {\displaystyle e^{w}=z}. Men spreekt van een logaritme omdat er in het algemeen bij {\displaystyle z} oneindig veel getallen {\displaystyle w} zijn die als logaritme optreden. Vanwege de identiteit van Euler, {\displaystyle e^{2\pi i}=1}, verschillen de diverse logaritmen van een complex getal een geheel veelvoud van {\displaystyle 2\pi i} van elkaar. Schrijft men het complexe getal in poolcoördinaten:
{\displaystyle z=re^{i\varphi }},
met absolute waarde {\displaystyle r} en argument {\displaystyle \varphi }, dan voor ieder geheel getal {\displaystyle n} het complexe getal
{\displaystyle w=\ln r+i\varphi +2n\pi i}
een logaritme van {\displaystyle z}. De logaritme voor complexe getallen {\displaystyle z\neq 0} is een meerwaardige functie:
{\displaystyle \ln z=\ln r+i\varphi +2n\pi i}
Het is gebruikelijk het argument {\displaystyle \varphi } zo te definiëren dat {\displaystyle -\pi <\varphi \leq \pi }. Deze waarde van de logaritme, dus met {\displaystyle n=0}, heet de hoofdwaarde van de logaritme.
Negatieve getallen zijn complexe getallen. Bijvoorbeeld {\displaystyle z=-1} is een complex getal op de eenheidscirkel met argument {\displaystyle \varphi =\pi }. De logaritme van −1 heeft daarom een hoofdwaarde van {\displaystyle \ln 1+\pi i=\pi i}.
Uit deze definitie van de logaritme van een complex getal volgen ook de identiteiten voor het reële en het imaginaire deel (van de hoofdwaarde) afzonderlijk:
{\displaystyle {\hbox{Re }}\ln z=\ln |z|}
{\displaystyle {\hbox{Im }}\ln z=\arg(z)}

### Logaritmen van quaternionen
Het is mogelijk de definitie van de logaritme uit te breiden naar quaternionen.
Een quaternion {\displaystyle w} heet een logaritme van {\displaystyle q}, {\displaystyle w=\ln q}, als {\displaystyle e^{w}=q}.
Men spreekt van een logaritme omdat er bij {\displaystyle q} oneindig veel getallen {\displaystyle w} zijn die als logaritme optreden. Zij verschillen onderling een geheel veelvoud van {\displaystyle 2\pi v}, waarin {\displaystyle v} de eenheidsvector is die overeenkomt met {\displaystyle q}, zodanig dat {\displaystyle v^{2}=-1} en
{\displaystyle v={\frac {q-\mathrm {Re} (q)}{|q-\mathrm {Re} (q)|}}}.
Dit komt doordat {\displaystyle e^{2n\pi i}=1}.
Schrijft men {\displaystyle q} als:
{\displaystyle q=re^{v\phi }},
met absolute waarde {\displaystyle r}, argument {\displaystyle \varphi } en eenheidsvector {\displaystyle v}, dan is elk van de getallen
{\displaystyle w=\ln r+v\phi +2n\pi v}
een logaritme van {\displaystyle q}. Er is dus een rij van getallen die de logaritme van een quaternion {\displaystyle q} zijn:
{\displaystyle \ln q=\ln r+v\phi +2n\pi v}
N.B. Het is gebruikelijk het argument {\displaystyle \varphi } zo te definiëren dat {\displaystyle -\pi <\varphi \leq \pi }.
De waarde van de logaritme voor {\displaystyle n=9} heet de hoofdwaarde van de logaritme.
Voor twee quaternionen {\displaystyle a} en {\displaystyle b} geldt:
{\displaystyle \log _{b}a={\frac {\ln a}{\ln b}}}
Dit is opnieuw een meerwaardige functie die afhangt van twee gehele getallen {\displaystyle n_{1}} (behorend bij {\displaystyle \ln(a)}) en {\displaystyle n_{2}} (behorend bij {\displaystyle \ln(b)}). Stelt men nu {\displaystyle n_{1}=n_{1}=0}, dan krijgt men de hoofdwaarde van {\displaystyle \log _{b}a}.

### Discrete logaritme
Bij het modulair rekenen met als modulus een priemgetal vormen de restklassen verschillend van de nulklasse een cyclische groep voor de vermenigvuldiging. Zo is bijvoorbeeld de groep van inverteerbare restklassen modulo 11
{\displaystyle (\mathbb {Z} /11\mathbb {Z} )^{*}=\{2,2^{2},2^{3},2^{4},\ldots ,2^{10}\}=\{2,4,8,5,10,9,7,3,6,1\}}
een cyclische groep met generator 2.
De discrete logaritme met basis 2 is de functie die ieder element van die groep afbeeldt op de bijhorende exponent van 2:
{\displaystyle \log _{2}(10)=5,\ \log _{2}(9)=6,\ldots }
Algemener, als {\displaystyle g} een generator is van een cyclische groep {\displaystyle G,} dan wordt de discrete logaritme met basis {\displaystyle g} gedefinieerd door
{\displaystyle \log _{g}(a)=b\Leftrightarrow g^{b}=a}
Het natuurlijke getal {\displaystyle b} is slechts bepaald op een veelvoud van de orde van de groep {\displaystyle n=|G|} na, en kan dus worden opgevat als een restklasse module {\displaystyle n}. De discrete logaritme is een groepsisomorfisme tussen {\displaystyle G} en de optelgroep van restklassen modulo {\displaystyle n}. Voor alle {\displaystyle x,y\in G} is:
{\displaystyle \log _{g}(x*y)=\log _{g}(x)+\log _{g}(y)}
Voor grote priemgetallen {\displaystyle p} is de discrete logaritme van een restklasse (in de vermenigvuldigingsgroep modulo {\displaystyle p,} een cyclische groep van orde {\displaystyle n=p-1}) een moeilijk probleem voor een computer. Het Elgamal-encryptiesysteem steunt op deze moeilijkheid. De communicerende partners delen in het openbaar het priemgetal {\displaystyle p,} de generator {\displaystyle g} en de machten {\displaystyle g^{a}} en {\displaystyle g^{b},} maar houden {\displaystyle a} en {\displaystyle b} geheim. Beiden zijn in staat de encryptiesleutel {\displaystyle K=g^{ab}} en de decryptiesleutel {\displaystyle K^{-1}} te berekenen.

## Reeksontwikkeling

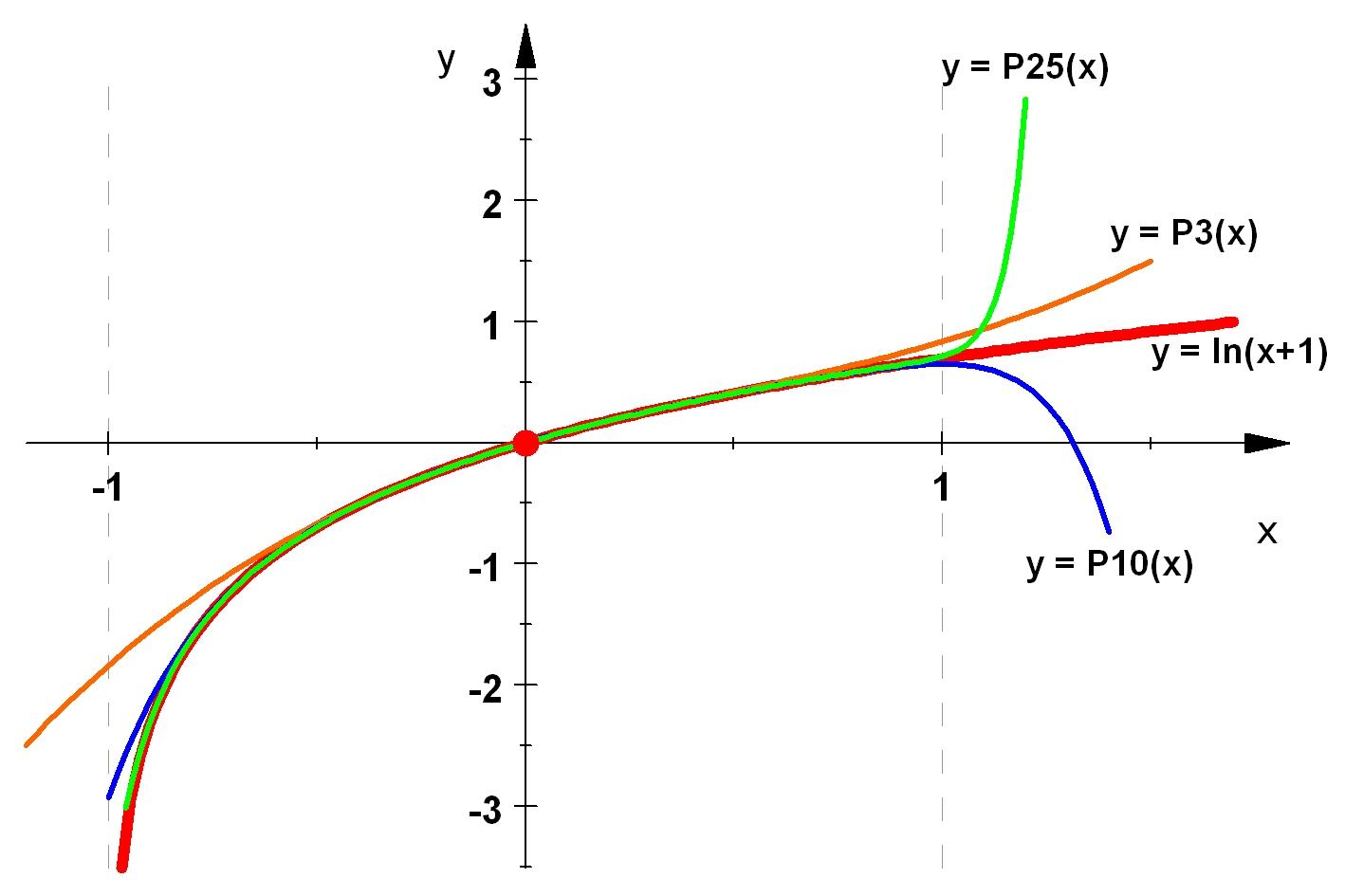
Nauwkeurigheid van de opeenvolgende benaderingen van de natuurlijke logaritme door partieelsommen van de taylorreeks. In deze illustratie zijn de assen een eenheid naar rechts verschoven, we zien dus de taylorreeks van rond absoluut convergent in het open interval. De rode kromme is de grafiek van de logaritme zelf. De beige kromme is de benadering van de 3de graad; de blauwe van de 10de graad en de lichtgroene kromme geeft de taylorbenadering tot en met graad 25.

Logaritmen zijn analytische functies en kunnen dus worden benaderd door machtreeksen, evenwel niet door een reeks in machten van {\displaystyle z} (d.w.z. gecentreerd rond 0, ook wel maclaurin-reeks genoemd) omdat 0 niet tot het domein van de logaritme behoort. Het punt 0 is ook geen geïsoleerde singulariteit, zodat een laurentreeks (reeksontwikkeling met inbegrip van negatieve machten) evenmin bestaat.
De reeksontwikkeling van de natuurlijke logaritme rond {\displaystyle z=1} wordt gegeven door
{\displaystyle \ln(z)=\sum _{k=1}^{\infty }(-1)^{k-1}{\tfrac {1}{k}}(z-1)^{k}=(z-1)-{\tfrac {1}{2}}(z-1)^{2}+{\tfrac {1}{3}}(z-1)^{3}\pm \ldots },
vaak geschreven als
{\displaystyle \ln(1+z)=\sum _{k=1}^{\infty }(-1)^{k-1}{\tfrac {1}{k}}z^{k}=z-{\tfrac {1}{2}}z^{2}+{\tfrac {1}{3}}z^{3}\pm \ldots }
Deze reeks bevat geen nulde-ordeterm (constante) omdat de logaritme van 1 reeds 0 is. Haar convergentiestraal is 1, dat wil zeggen dat ze absoluut convergeert voor alle complexe getallen {\displaystyle z} waarvoor {\displaystyle |z-1|<1} en divergeert als {\displaystyle |z-1|>1}.
Voor {\displaystyle z=2} wordt dit de alternerende harmonische reeks, die convergeert (maar niet absoluut convergeert) naar {\displaystyle \ln 2.}
Bovenstaande formule volgt bijvoorbeeld uit integratie term per term van de meetkundige reeks
{\displaystyle {\frac {1}{1+(z-1)}}=\sum _{k=0}^{\infty }(-1)^{k}(z-1)^{k}=1-(z-1)+(z-1)^{2}-(z-1)^{3}\pm \ldots }
Voor een algemeen grondtal {\displaystyle a\neq 1} is de logaritme een constant veelvoud van de natuurlijke logaritme, dus haar reeks bestaat uit dezelfde termen, gedeeld door de natuurlijke logaritme van {\displaystyle a}:
{\displaystyle \log _{a}(z)=\sum _{k=1}^{\infty }(-1)^{k-1}{\frac {(z-1)^{k}}{k\ln a}}={\frac {z-1}{\ln a}}-{\frac {(z-1)^{2}}{2\ln a}}+{\frac {(z-1)^{3}}{3\ln a}}\pm \ldots }
Voor getallen buiten het convergentiegebied {\displaystyle |z-1|<1} kan in principe analytische voortzetting worden gebruikt; voor reële {\displaystyle z\geq 2} is het evenwel eenvoudiger de oorspronkelijke reeks toe te passen op {\displaystyle z} gedeeld door een voldoende groot getal waarvan de natuurlijke logaritme bekend wordt verondersteld, bijvoorbeeld een macht van twee. Stel {\displaystyle u=z2^{-n}} met een natuurlijk getal {\displaystyle n} zo gekozen dat {\displaystyle 1\leq u<2}, dan is
{\displaystyle \ln(2^{n}u)=n\ln 2+\sum _{k=1}^{\infty }(-1)^{k-1}{\frac {(u-1)^{k}}{k}}=n\ln 2+(z-1)-{\frac {(u-1)^{2}}{2}}+{\frac {(u-1)^{3}}{3}}\pm \ldots }
{\displaystyle \ln z=n\ln 2+\sum _{k=1}^{\infty }(-1)^{k-1}{\frac {(z2^{-n}-1)^{k}}{k}}=n\ln 2+{\frac {(z-2^{n})}{2^{n}}}-{\frac {(z-2^{n})^{2}}{2.2^{2n}}}+{\frac {(z-2^{n})^{3}}{3.2^{3n}}}\pm \ldots }
Dit is dan de taylorreeks van {\displaystyle \ln z} rond {\displaystyle z=2^{n}}; ze heeft convergentiestraal {\displaystyle 2^{n}}.

### Logaritme van vierkante matrices
In deze paragraaf beschouwen we matrices waarvan de elementen reële getallen zijn; de begrippen en redeneringen gaan evenwel net zo goed op voor complexe matrices.
De verzameling der vierkante {\displaystyle n\times n}-matrices vormt een algebra, dat wil zeggen dat matrices niet alleen kunnen worden vermenigvuldigd met een reëel getal en bij elkaar worden opgeteld, maar dat matrices ook onderling met elkaar kunnen worden vermenigvuldigd. Daardoor kan een vierkante matrix {\displaystyle M} ook tot de {\displaystyle n}-de macht worden verheven voor ieder willekeurig natuurlijk getal {\displaystyle n,} en dit geeft op zijn beurt een betekenis aan de afzonderlijke termen van de taylorreeks
{\displaystyle \ln(M)=\sum _{k=1}^{\infty }(-1)^{k-1}{\frac {(M-I)^{k}}{k}}=(M-I)-{\frac {(M-I)^{2}}{2}}+{\frac {(M-I)^{3}}{3}}\pm \ldots }
waar {\displaystyle I} de eenheidsmatrix van dezelfde afmetingen als {\displaystyle M} is.
Om over convergentie en limieten van dergelijke reeksen te kunnen spreken, hebben we een convergentiebegrip voor vierkante matrices nodig; vaak wordt daarvoor de operatornorm gebruikt:
{\displaystyle \|M\|=\sup\{\|Mv\|;v\in \mathbb {R} ^{n},\,\|v\|\leq 1\}}
De taylorreeks hierboven convergeert als {\displaystyle \|M-I\|<1} en definieert dus (althans voor matrices die "dicht" bij de eenheidsmatrix liggen) de natuurlijke logaritme van een vierkante matrix. Ook hier is de logaritme de inverse van de exponentiële functie, op voorwaarde dat we de exponentiële functie ook via haar taylorreeks definiëren. De logaritme van de eenheidsmatrix is de nulmatrix. De rekenregel {\displaystyle \ln(M.N)=\ln M+\ln N} geldt evenwel alleen als {\displaystyle M} en {\displaystyle N} commuterende matrices zijn, dat wil zeggen als {\displaystyle MN=NM}